# 琼斯母亲
《琼斯母亲》杂志（简作MoJo），又译作《琼斯妈妈》，是一本美国杂志，专注于政治、环境、人权、健康和文化等主题的新闻、评论和调查性报道。该杂志的政治倾向被归为自由主义或者进步主义。克拉拉·杰弗里（Clara Jeffery）是该杂志的主编。
史蒂夫·卡茨（Steve Katz）自2010年起担任其发行商，莫妮卡·鲍尔莱恩（Monika Bauerlein）自2015年以来一直担任首席执行官。杂志由国家进步基金会（Foundation for National Progress）出版。
这份杂志以玛丽·哈里斯·琼斯（Mary Harris Jones）的名字命名，她是爱尔兰裔美国工会活动家、社会主义拥护者，同时也是童工的强烈反对者。该杂志首期于1976年2月发行。